# Benoît Chantre
Benoît Chantre, né en 1963,, est un éditeur, dramaturge et essayiste français. Il préside depuis 2005 l’Association Recherches Mimétiques qu’il a fondée avec René Girard.

## Biographie
Éditeur, Benoît Chantre a dirigé de nombreuses collections en philosophie et en sciences humaines, parmi lesquelles « Optiques-Philosophie » chez Hatier ; « Coup double » chez Hachette ; « Cahiers », « Texte et voix » et « Triptyque » chez Desclée de Brouwer.

### Essayiste
Membre associé du Centre international d’études de la philosophie française contemporaine (CIEPFC) de l’École normale supérieure de la rue d’Ulm de 2006 à 2020, Benoît Chantre est l’auteur de livres d’entretiens, dont Le Choix de Pascal avec Jacques Julliard en 2004 et La Divine Comédie avec Philippe Sollers en 2000, de deux essais, dont l'un sur Hölderlin.
Il a en outre publié des articles sur Henri Bergson, René Girard, Emmanuel Levinas, Charles Péguy ou Simone Weil, collaboré à plusieurs revues (Art Press, Esprit, L’Infini, La Revue des deux mondes…) et organisé des colloques et des rencontres, à Paris et à l’Académie de France à Rome (Villa Médicis).

### Lecteur de Charles Péguy
Benoît Chantre a soutenu en 1990 une thèse de doctorat sur «La pensée tragique de Charles Péguy», à l’université de Paris-X Nanterre.
Vice-président de l’Amitié Charles Péguy de 2001 à 2005, il est l'auteur de Péguy point final, un essai « admiratif et bourré d'intuitions ».

### Lecteur de René Girard
Outre qu'il a réalisé deux films d’entretiens avec René Girard (« La violence et le sacré », avec Pierre-André Boutang, Arte, 2006, et « Le sens de l’histoire », Centre Georges-Pompidou, 2008), Benoît Chantre est le coauteur d'Achever Clausewitz, avec René Girard.
Depuis décembre 2005, il est président de l’Association Recherches Mimétiques (ARM), qui se charge de la diffusion et du développement de la théorie mimétique issue des travaux de René Girard.
Depuis 2007, il est membre du comité éditorial de la collection « Studies in Violence, Mimesis and Culture » aux Michigan State University Press.
Il a rédigé la biographie intellectuelle de René Girard, publiée chez Grasset en 2023.

### Dramaturge
Boursier du Centre national des lettres en 1988 et lauréat d’une mission Stendhal en 2006, président de l'Association de musique baroque « Les Passions de l'âme » de 1995 à 2005, Benoît Chantre a écrit un livret d’opéra (Le Chant de Lune, sur une commande du ministère de la Culture et une musique de Lindolfo Antunès Bicalho, interprété par l'Ensemble 2E2M à Compiègne en 1991 et à Bourg-la-Reine en 2002), réalisé les dramaturgies du roman de Thomas Bernhard Le Naufragé (dans une mise en scène de Pierre Chabert, donné au Festival d’Avignon en 2001 et à Paris, 2002), du Messie de Haendel (dans une mise en scène d'Oleg Kulik et interprété au Théâtre du Châtelet en 2011) et du Roi pasteur de Mozart (dans une mise en scène de Nicolas Buffe et Olivier Fredj et interprété au Théâtre du Châtelet en 2015).
Par ailleurs, l’un de ses livres, La Migraine d’Orphée, a été mis en scène par Eugène Green en 1988.

## Œuvres
- La Migraine d’Orphée, La Tuilerie tropicale, 1988.
- La Divine Comédie, avec Philippe Sollers, Desclée de Brouwer, 2000, 462 p.
- Le Choix de Pascal, entretiens avec Jacques Julliard, Desclée de Brouwer, 2004, 324 p.
- Achever Clausewitz, entretiens avec René Girard, Carnets nord, 2007 ; Flammarion, 2012 ; rééd. Éditions Grasset, 2022, 493 p.
- Péguy point final, Le Félin, 2014, 146 p.
- Les Derniers Jours de René Girard, Éditions Grasset, 2016, 236 p.
- Le Clocher de Tübingen. Œuvre-vie de Friedrich Hölderlin, Éditions Grasset, 2019, 336 pages,  (ISBN 978-2-246-81501-3).
- René Girard, Biographie, Éditions Grasset, 2023, 1 151 pages,  (ISBN 978-2-246-83554-7).

## Films
- Entretiens avec René Girard :
  - La Violence et le sacré, Arte, 2006.
  - Le Sens de l’Histoire, Centre Pompidou, 2008.